# Unión Matemática Argentina
La Unión Matemática Argentina (UMA) es una asociación civil de carácter científico que nuclea a los Matemáticos Argentinos.
Su propósito es el de fomentar el progreso de la investigación matemática en la Argentina, mediante reuniones científicas, concursos, etc. y coordinar la labor de los diversos grupos de investigación de la Argentina  mediante reuniones científicas, concursos, etc. y coordinar la labor de los diversos grupos de estudiosos que en el país se ocupan de Matemática Superior, y de los investigadores dispersos en las naciones latinas de América.
Forma parte de la Unión Matemática Internacional, de la Unión Matemática de América Latina y el Caribe, y del Mathematical Council of the Americas.

## Historia
En 1936 un grupo de personas decide fundar una asociación, que llamarán Unión Matemática Argentina. La idea de constituir la asociación, la formulación de sus objetivos, la fundación de la revista que es su órgano de expresión y los primeros esfuerzos de la tarea realizada desde entonces se debe a los profesores J. Allende Posse, José Babini, Francisco Berdiales, Juan Blaquier, Carlos Biggeri, Clotilde Bula, Enrique Butty, Jorge Carrizo Rueda, Félix Cernuschi, Carlos Dieulefait, Alejandro Estrada, Fernando Gaspar, José Giannone, Alberto González Domínguez, José González Galé, Manuel Guitarte, Walter S. Hill, Ludovico Ivanissevich, Francisco la Menza, Hilario Magliano, Octavio Picco, Juan Olguín, Elba Raimondi, Julio Rey Pastor, José Sortheis y Fausto Toranzos. La asociación así formada publicó la “Revista de la Unión Matemática Argentina”, que más tarde (1945) fue también el órgano de la Asociación Física Argentina y luego (desde 1951 y hasta 19xx) fue la revista conjunta de ambas asociaciones. La revista no tuvo subvenciones hasta 1959, en que empezó a recibir, y desde entonces anualmente, una subvención del Consejo Nacional de Investigaciones Científicas y Técnicas. En el prólogo del primer número ellos enumeraron los principios y propósitos de la asociación en los siguientes términos:
Se propone esta entidad fomentar el evidente progreso de la investigación matemática en la Argentina, mediante reuniones científicas, concursos, etc. y coordinar la labor de los diversos grupos de estudiosos que en el país se ocupan de Matemática Superior, y de los investigadores dispersos en las naciones latinas de América. El creciente desarrollo de la producción matemática en todas ellas, indica la conveniencia de dictar una revista -que será el órgano de la nueva entidad- consagrada exclusivamente a trabajos de investigación de Matemática Superior y Física Teórica. … La entusiasta acogida de la iniciativa por parte de los matemáticos argentinos y las valiosas adhesiones que van llegando de otros países, nos afirman en nuestra fe y nos estimulan a consagrarle todo el esfuerzo para que nuestra obra sea fecunda y duradera. 
Si bien su fundación fue en el año 1936 su inscripción como persona jurídica fue realizada en el año 1978, donde se funda formalmente la UMA como Asociación Civil de Carácter Científico. Sus primeras autoridad en esta etapa fue Presidente: Orlando E. Villamayor.
La UMA está dirigida por una Comisión Directiva que se elige bianualmente en Asamblea de asociados. Sus propósitos son:
- Agrupar y vincular entre sí a los cultores de las Ciencias Matemáticas;
- Fomentar la investigación y el estudio de las Matemáticas puras y aplicadas mediante reuniones científicas, cursos, becas, premios, concursos, publicaciones y otros medios adecuados;
- Evacuar consultas científicas y técnicas;
- Contribuir al mejoramiento de la enseñanza de las Matemáticas elementales y superiores;
- Intensificar las relaciones con instituciones afines, nacionales y extranjeras.

La Unión Matemática Argentina está integrada por cultores de las Ciencias Matemáticas y por instituciones, asociaciones y organismos interesados en el fomento de las Matemáticas.

## Congresos
La UMA organiza todos los años la Reunión Anual de la Unión Matemática Argentina en la cual se desarrollan la Reunión de comunicaciones científicas, la Reunión de educación matemática y el Encuentro de estudiantes de matemática. En la Reunión de comunicaciones científicas matemáticos de todo el país exponen sus últimos trabajos de investigación. Por otro lado, también se dictan cursos orientados a estudiantes de matemática. En la Reunión de educación matemática además de exponerse trabajos de investigación orientados a la enseñanza de la matemática en colegios secundarios y escuelas primarias, se dictan numerosos cursos para profesores de nivel medio e inicial.
La reunión reúne anualmente más de quinientos matemáticos, profesores, maestros y estudiantes. Las últimas reuniones se han llevado a cabo en Salta (2005), Bahía Blanca (2006), Córdoba (2007), Mar del Plata(2009), Tandil(2010), Santa Fe (2015) y este año se llevará en Bahía Blanca (2016)

## Publicaciones
La UMA publica la Revista de la Unión Matemática Argentina, de acceso abierto, gratuita para autores y lectores. Publicamos artículos de investigación originales en todas las áreas de las matemáticas puras y aplicadas, y la Revista de Educación Matemática. Ambas revistas con referato y de alcance internacional. 

## Autoridades
Desde 1978 la UMA es formalmente, para las leyes argentinas, una asociación. Las autoridades correspondientes se pueden consultar en su página web, además  de La lista de las sucesivas Comisiones Directivas de la UMA desde su creación.